# 祠堂村 (龍躍頭)
祠堂村又名慈棠村，是龍躍頭著名的五圍六村之一，是龍躍頭第一條村落不用圍牆保護。祠堂村村內大部分物業原本都由鄧氏家族所擁有，直至清末民初，有部分來自深圳沙灣及沙頭角印洲塘的外姓人逐漸遷入。慈堂村村公所建於1972年，期後在2000年重建。